# Alfred de Musset
Alfred de Musset (Pariz, 11. prosinca 1810. – Pariz, 2. svibnja 1857.) bio je francuski književnik, pjesnik i dramatičar.

## Životopis
Podrijetlom je iz aristokratske obitelji. Prvo mu je djelo zbirka „Španjolske i talijanske priče” (Contes d’Espagne et d’Italie; 1829.).
Sveukupno svoje pjesništvo je 1852. skupio u dvije zbirke: „Prve pjesme” (Premières Poésies; 1829. – 1835.) i „Nove pjesme” (Poésies nouvelles; 1836. – 1852.). Napisao je i autobiografski roman „Ispovijest djeteta svojega stoljeća” (La Confession d’un enfant du siècle; 1836.).